# Grånästjärnen
Grånästjärnen är en sjö i Skellefteå kommun i Västerbotten och ingår i Kågeälvens huvudavrinningsområde. Sjön har en area på 0,127 kvadratkilometer och ligger 141,7 meter över havet.

## Delavrinningsområde
Grånästjärnen ingår i det delavrinningsområde (720502-172822) som SMHI kallar för Utloppet av Grånästjärn. Medelhöjden är 172 meter över havet och ytan är 3,26 kvadratkilometer. Det finns inga avrinningsområden uppströms utan avrinningsområdet är högsta punkten. Vattendraget som avvattnar avrinningsområdet har biflödesordning 3, vilket innebär att vattnet flödar genom totalt 3 vattendrag innan det når havet efter 36 kilometer. Avrinningsområdet består mestadels av skog (67 procent) och sankmarker (11 procent). Avrinningsområdet har 0,13 kvadratkilometer vattenytor vilket ger det en sjöprocent på 3,9 procent.